# 데이비드 게펀

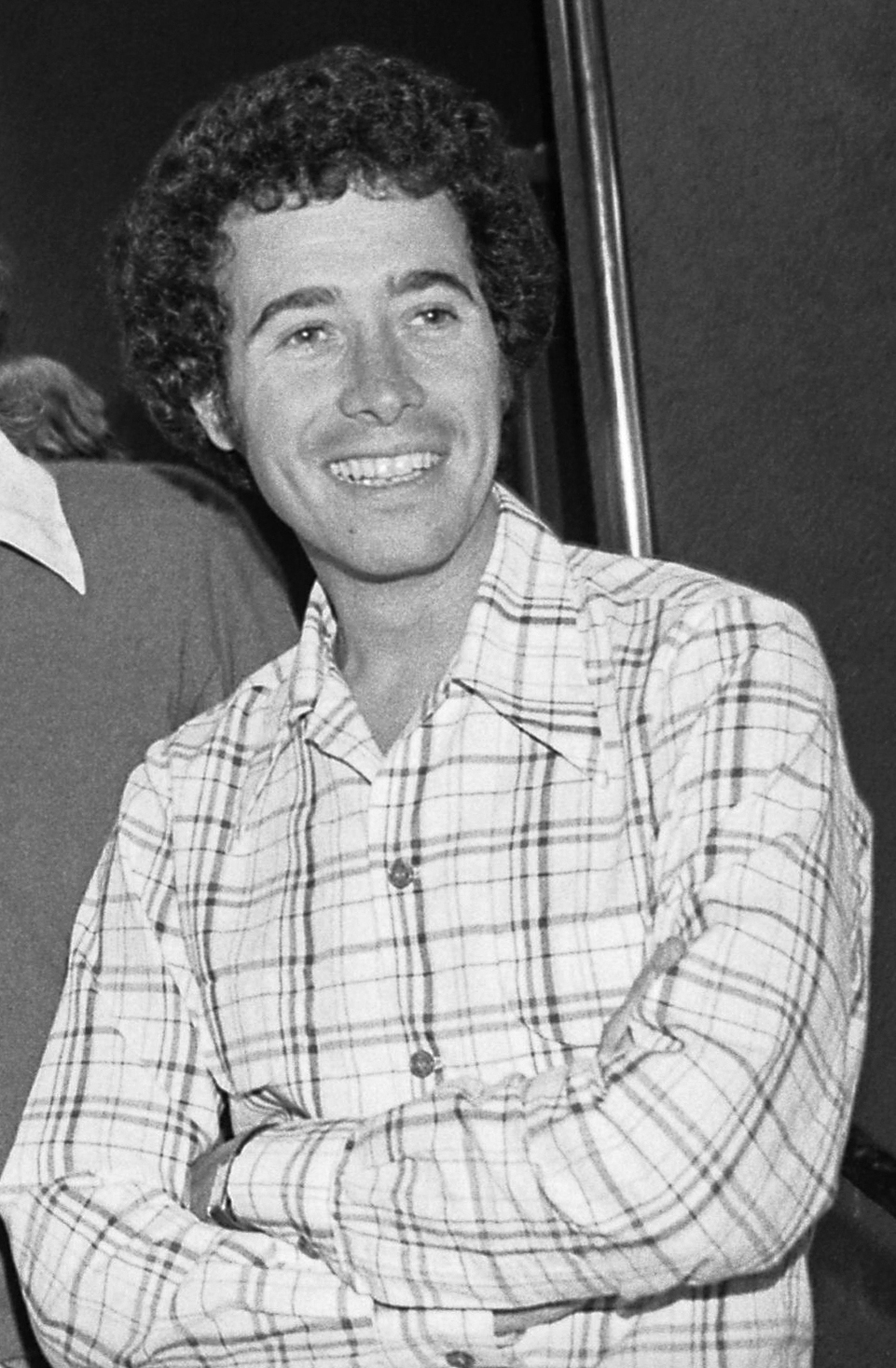
데이비드 게펀

데이비드 로런스 게펀(영어: David Lawrence Geffen, 1943년 2월 21일 ~ )은 미국의 레코드 회사 경영자, 영화 프로듀서이다. 어사일럼 레코드, 게펜 레코드의 창업자로 유명하다.